# Gente strana
Gente strana (Странные люди) è un film del 1969 diretto da Vasilij Makarovič Šukšin.